# Ectrosiopsis lasioclada
Ectrosiopsis lasioclada är en gräsart som först beskrevs av Elmer Drew Merrill, och fick sitt nu gällande namn av Pieter Jansen. Ectrosiopsis lasioclada ingår i släktet Ectrosiopsis och familjen gräs. Inga underarter finns listade i Catalogue of Life.